# Villes créées par Vauban

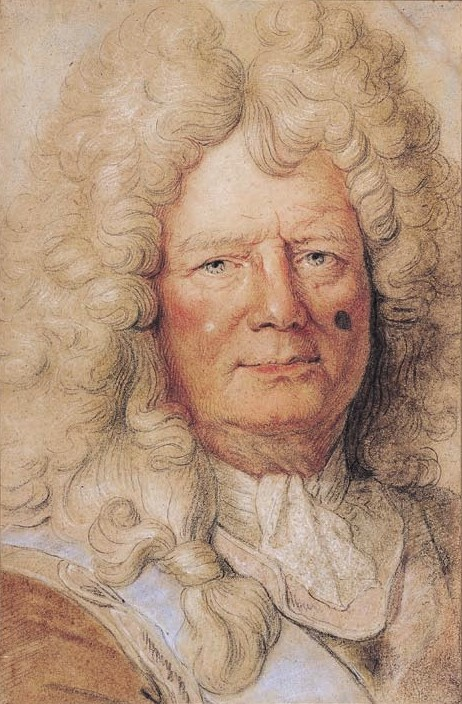
Vauban (1633-1707)

Neuf villes fortifiées ont été créées, ex nihilo, par Vauban entre 1679 (Longwy), et 1699 (Neuf-Brisach). Elles se trouvent à proximité de la frontière orientale et méridionale de la France métropolitaine.
Certaines d'entre-elles ferment des trouées existantes, comme  Huningue, ou ont été créées après la cession d'une autre place (cas de Neuf-Brisach remplaçant Breisach).

## Plan des villes
Leur tracé varie avec le terrain et l'époque de leur construction, mais elles ont en commun la fusion d'un projet  militaire et d'un autre, urbanistique. Ces villes ont été, pour Vauban, l'occasion de modéliser des bâtiments militaires : hôtel du gouverneur, pavillon des officiers, casernes, magasins à poudre et aux vivres, arsenal, écuries, manège. Dans une trame de rues à angles droits, les infrastructures civiles et militaires se mêlent : place d'armes, casernes, casemates, église, habitations…
L'enceinte de ces villes est soit entièrement nouvelle, comme à Mont-Dauphin, Fort-Louis, Neuf-Brisach… soit remaniée à partir de fortifications existantes (cas de Longwy, Huningue, Sarrelouis).
Une ville est dite nouvelle si elle a été érigée ex nihilo ; à ce titre, Phalsbourg qui a repris la structure de rues et une trentaine de bâtiments de l'ancienne agglomération, en partie détruite lors de la Guerre de Trente Ans, ne fait pas « officiellement » partie de ces villes nouvelles ; elle est toutefois mentionnée ci-dessous.

## Liste des villes

### Mont-Louis
Mont-Louis est créée pour marquer la nouvelle frontière avec l'Espagne (traité des Pyrénées 1659) en fermant le carrefour de trois vallées : Cerdagne, Capcir et Conflent.

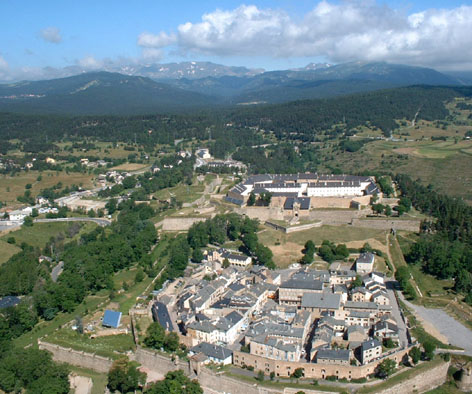
Mont-Louis

- Plan : architecture militaire adaptée à la morphologie naturelle du terrain
- Travaux : des remparts de la ville et de la citadelle entre 1679 et 1681. Ville neuve à partir de 1725

Patrimoine mondial de l'UNESCO.

### Longwy
La place de Longwy est construite sur l'emplacement d'une forteresse de Lorraine pour protéger les frontières du Nord-Est en contact avec les Pays-Bas Espagnols.

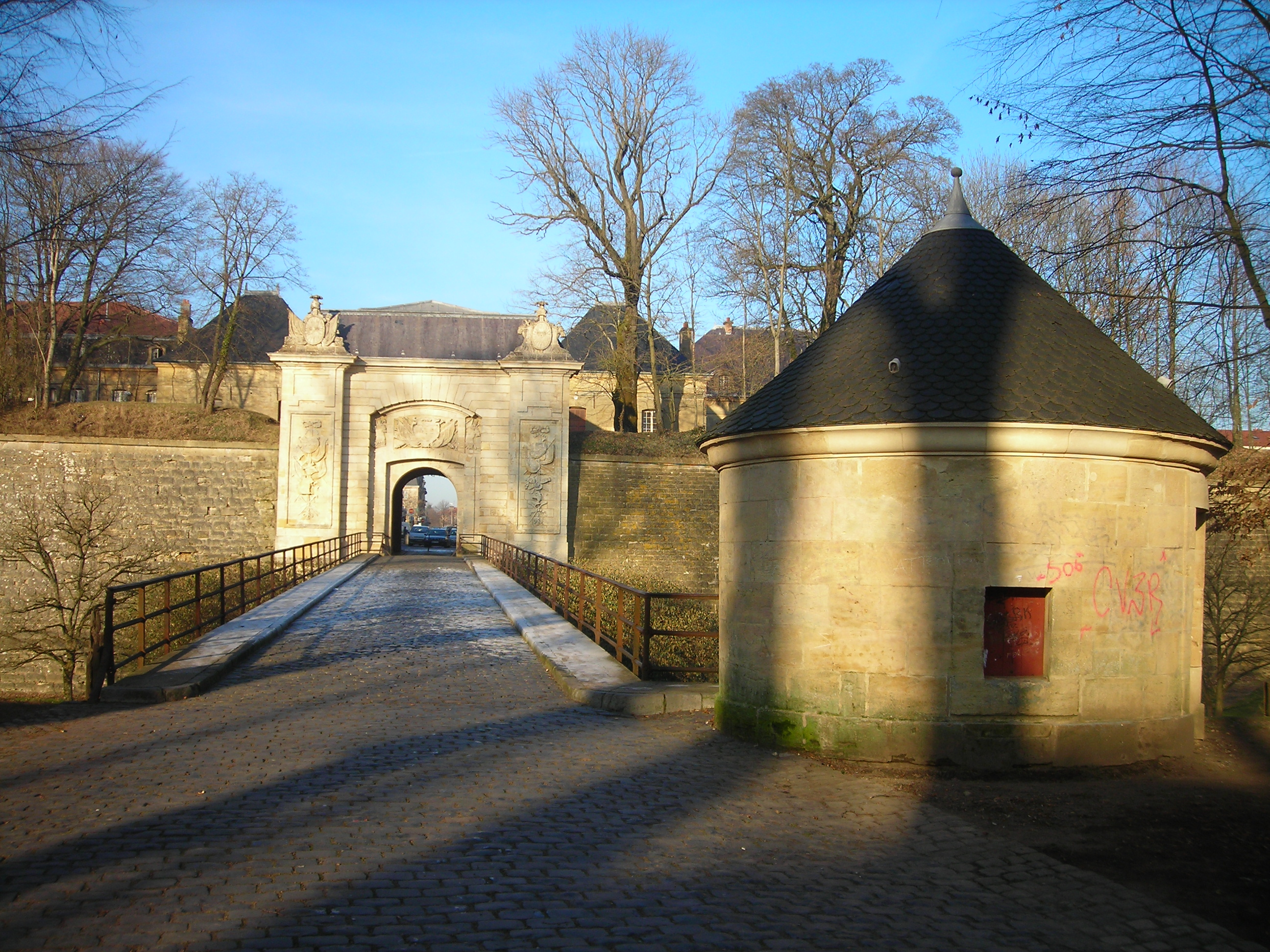
Longwy porte de France

- Plan : hexagonal à un côté plus long (sur la Chiers)
- Travaux : 1679-1684

Patrimoine mondial de l'UNESCO.

### Phalsbourg
Tout comme Longwy, la place de Phalsbourg est construite à l'emplacement d'une petite cité de Lorraine afin de contrôler l'accès à la plaine d'Alsace. Certains bâtiments de l'ancienne ville, non détruits lors de la guerre de Trente Ans, ayant été réutilisés, ainsi que la trame des rues, elle n'est parfois pas considérée comme une ville nouvelle.

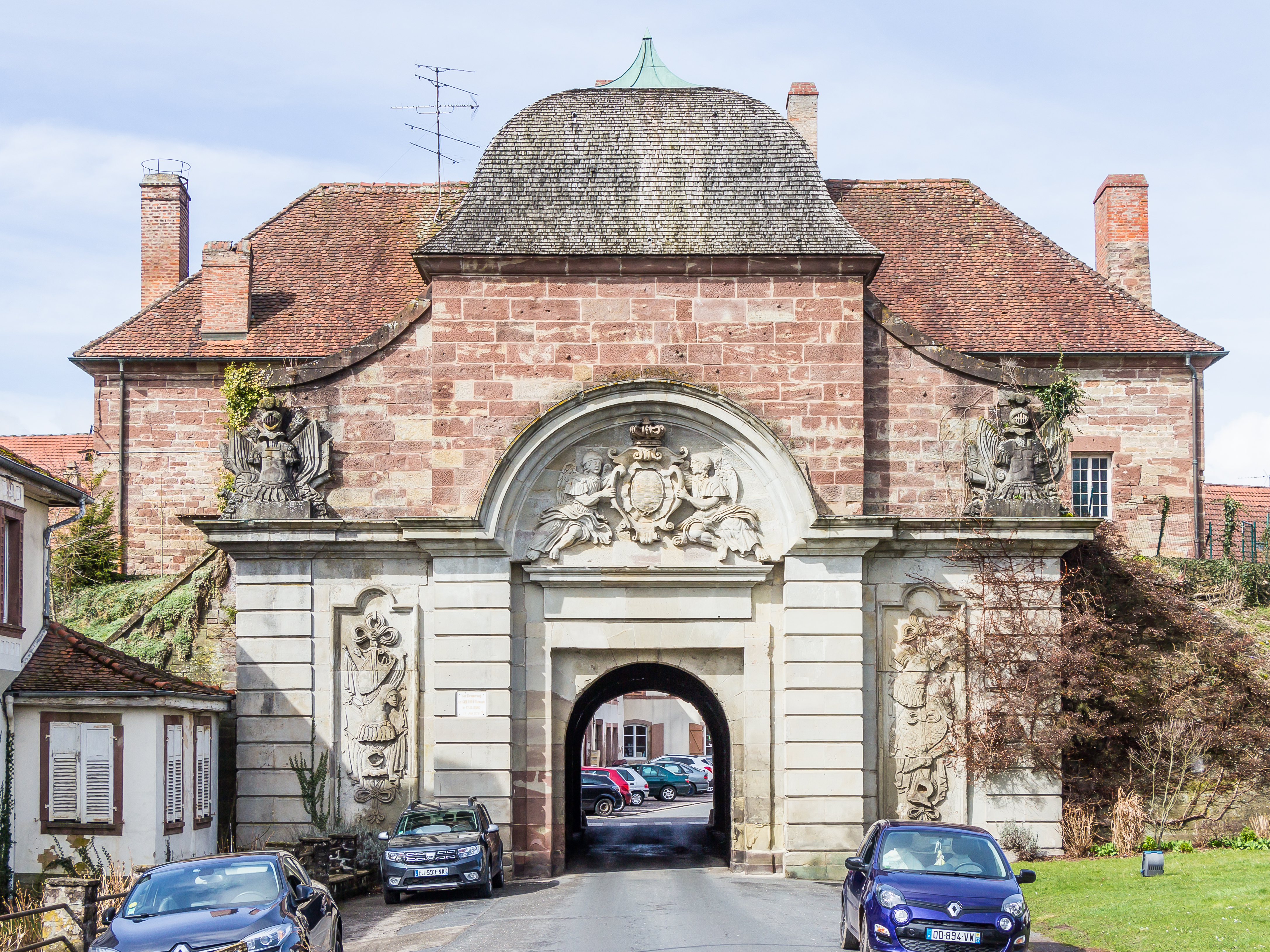
Phalsbourg porte d'Allemagne

- Plan : hexagonal barlong
- Travaux : 1680-1688

### Sarrelouis
Sarrelouis est créé pour servir de capitale à une province nouvellement conquise et en remplacement d'une ville du Duché de Lorraine sans rôle défensif (Vaudrevange). Le décret est pris en 1680.

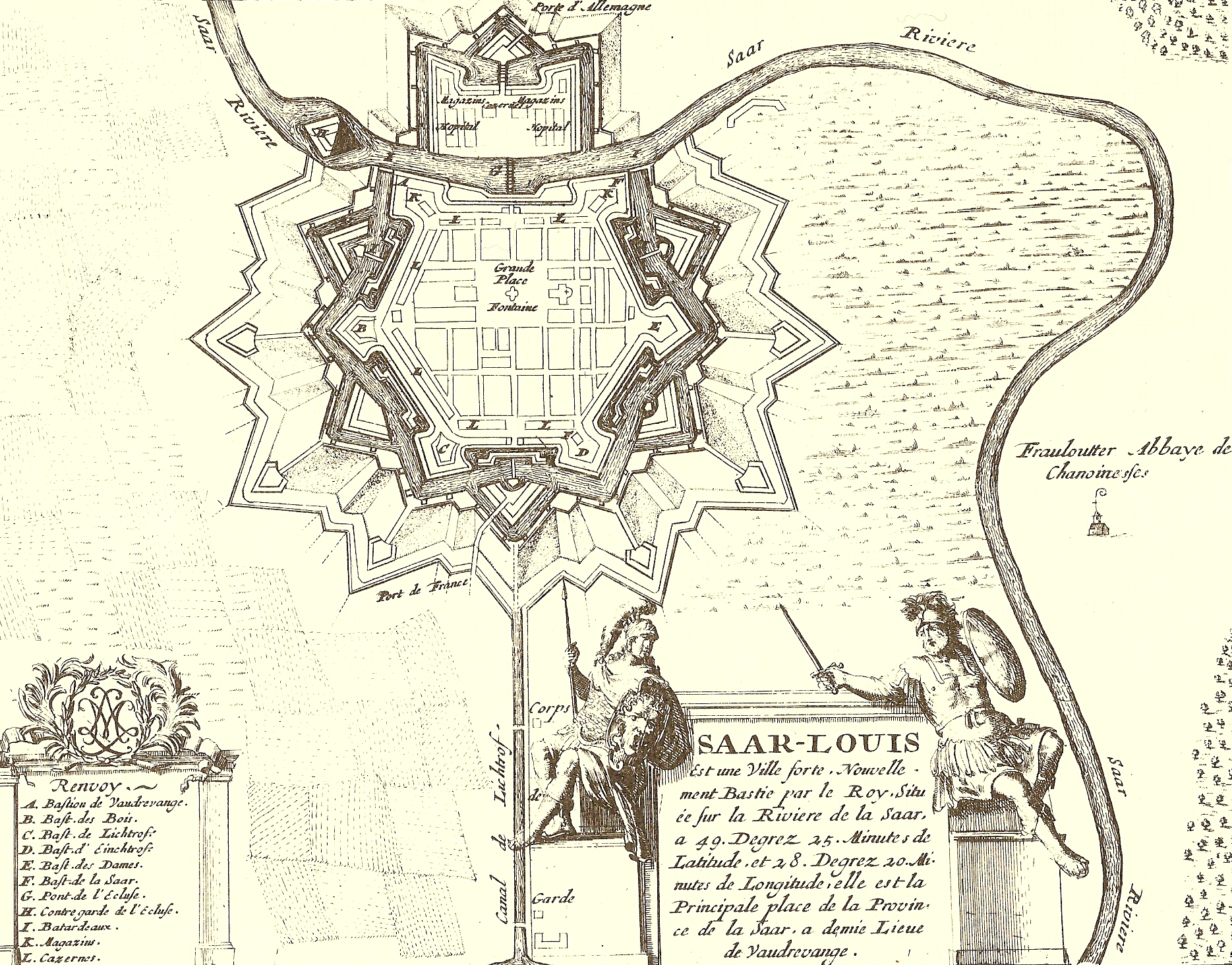
Sarrelouis ancien plan

- Plan : hexagonal à un côté plus long (sur la Sarre)
- Travaux : 1680-1683 (première phase)

### Huningue
Huningue est construite pour protéger la Haute-Alsace et le pont de Bâle sur le Rhin.

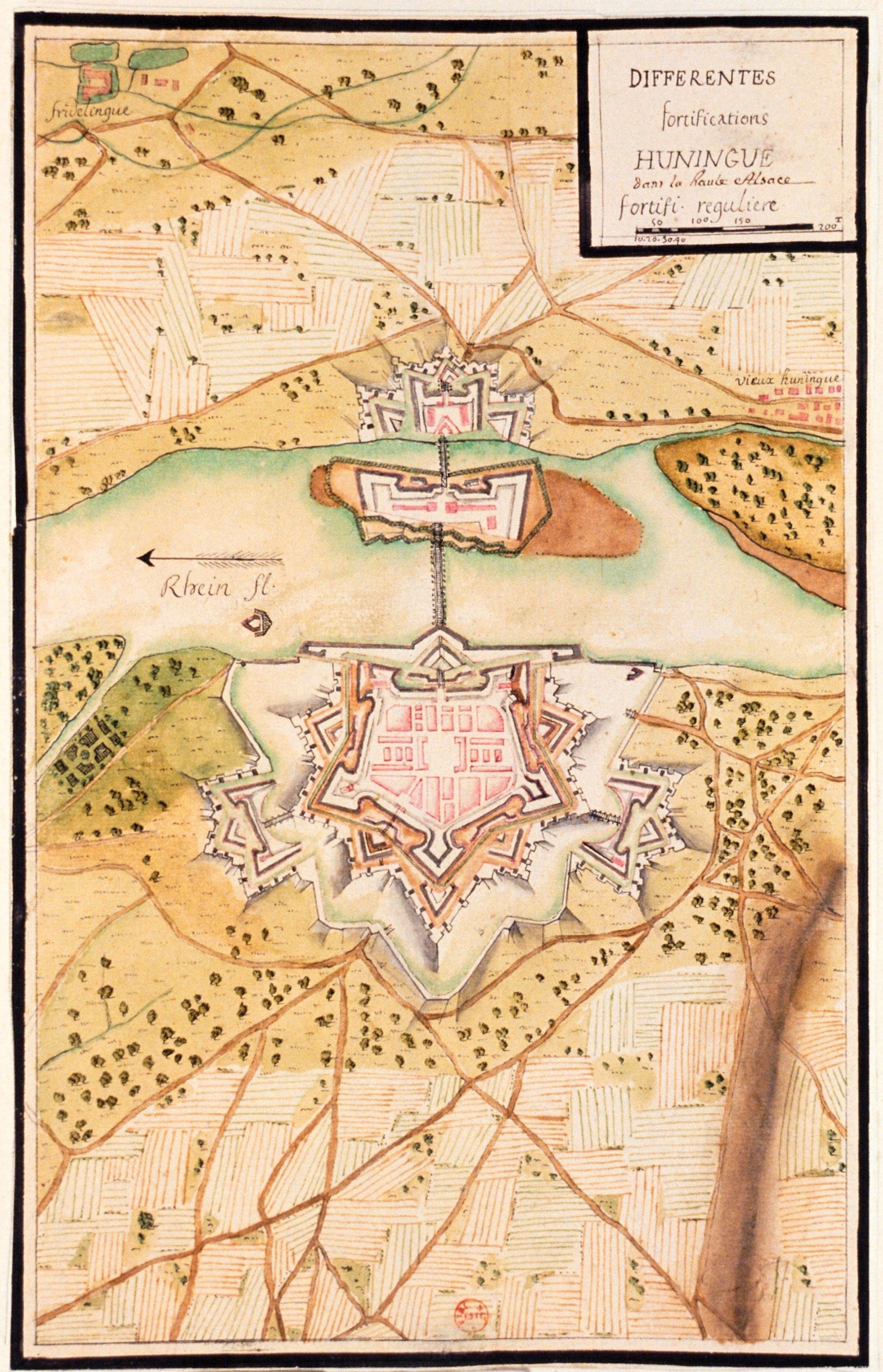
Huningue au XVIIe siècle

- Plan : pentagonal
- Travaux : 1680-1682

### Fort-Louis
Fort-Louis est construit pour verrouiller le Rhin et protéger Strasbourg. La ville s'est appelée Fort-Vauban, entre 1793 (création des communes) et 1818. 

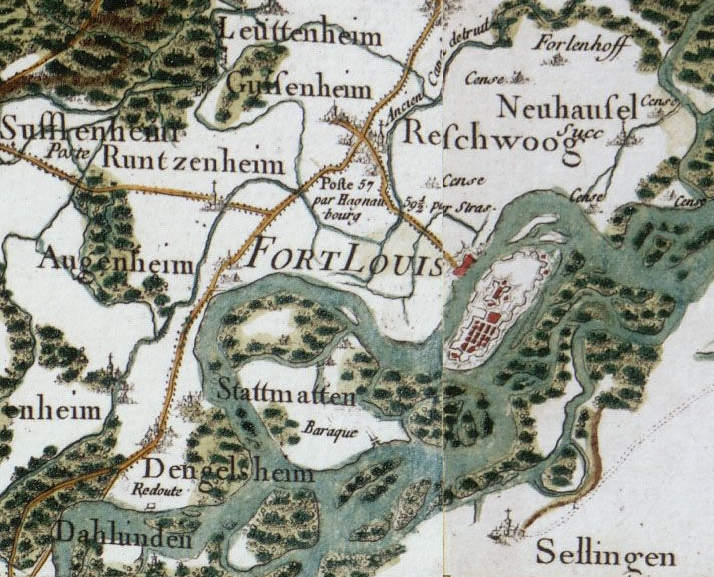
Fort-Louis carte Cassini

- Plan : plan à quatre côtés
- Travaux : 1687- 1697[3]

### Mont-Royal
Mont-Royal est construit en aval de Trèves, près de Traben.
- Plan : pentagonal
- Travaux : 1687 à 1698

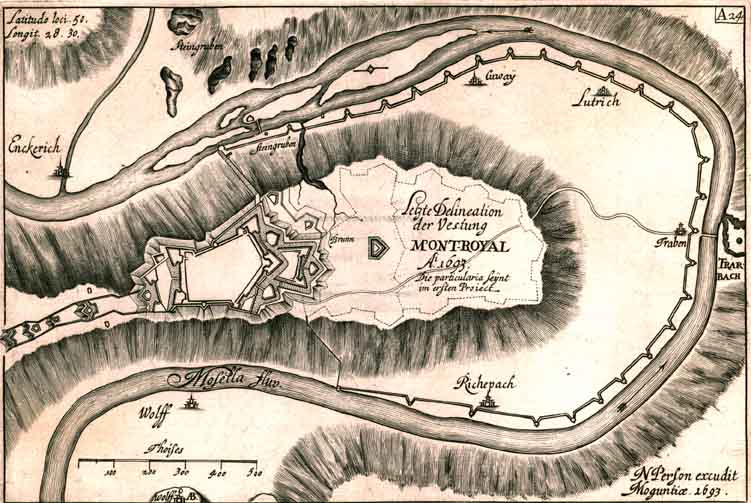
Mont-Royal

La place est détruite après le traité de Ryswick (1697).

### Mont-Dauphin
Le site deviendra la commune de Mont-Lyon (orthographié Mont-Lion), en 1793, pour redevenir Mont-Dauphin en 1814.
Mont-Dauphin est construite pour protéger le Dauphiné contre les incursions du duc de Savoie (à la suite d'un raid et de pillages en 1692).

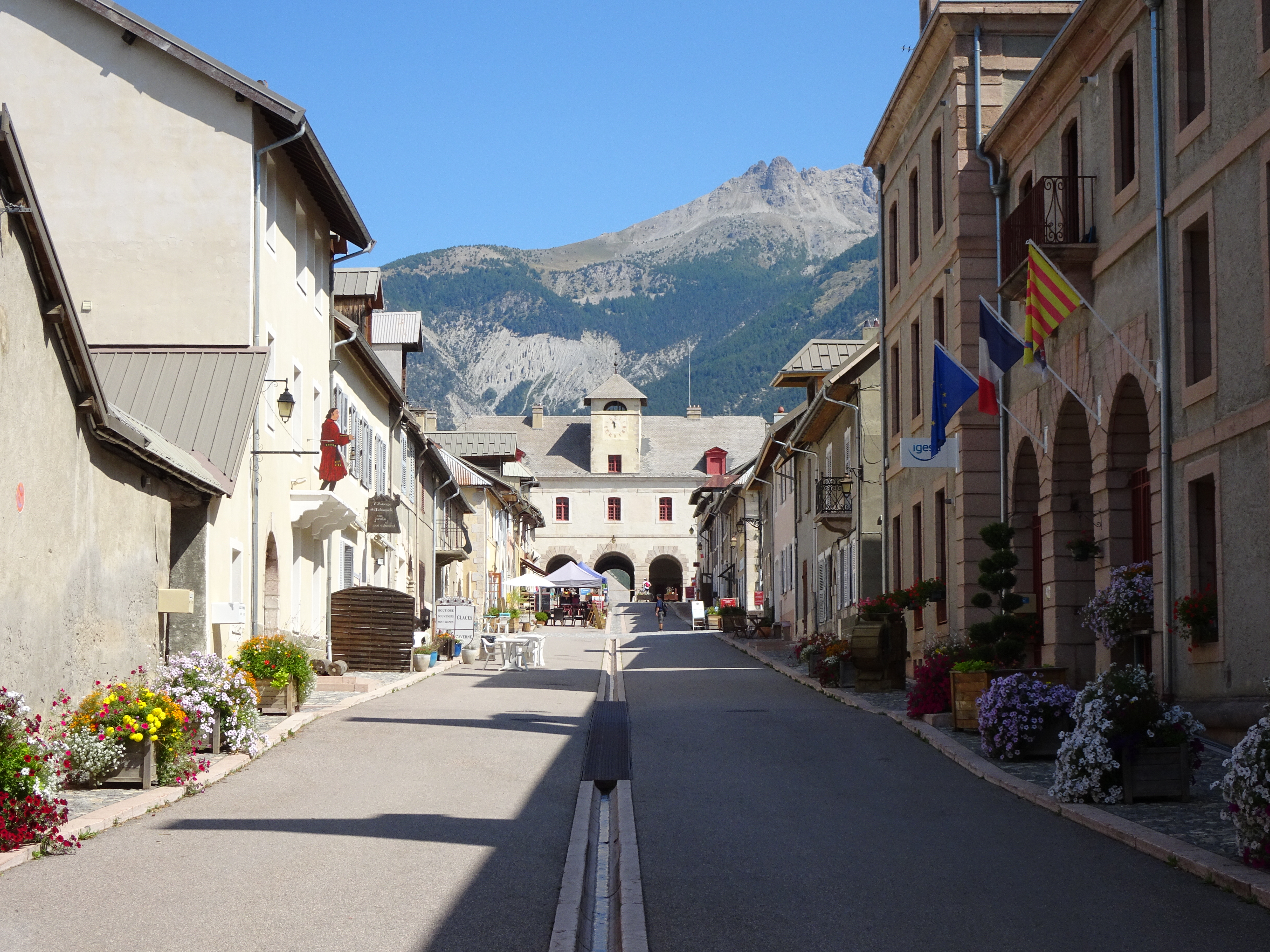
Mont-Dauphin, une rue de la ville

- Plan : irrégulier, utilise la configuration du terrain
- Travaux : 1693 à 1708 (première phase)

Patrimoine mondial de l'UNESCO.

### Saint-Louis de Brisach
Saint-Louis-de-Brisach, a été conçue comme complémentaire à Vieux-Brisach, à la suite du rattachement de celle-ci à la France en 1648. La ville fut d'abord un ensemble de constructions faites de rondins ou de planches couvertes de chaume, d'où son appellation : Ville de paille.

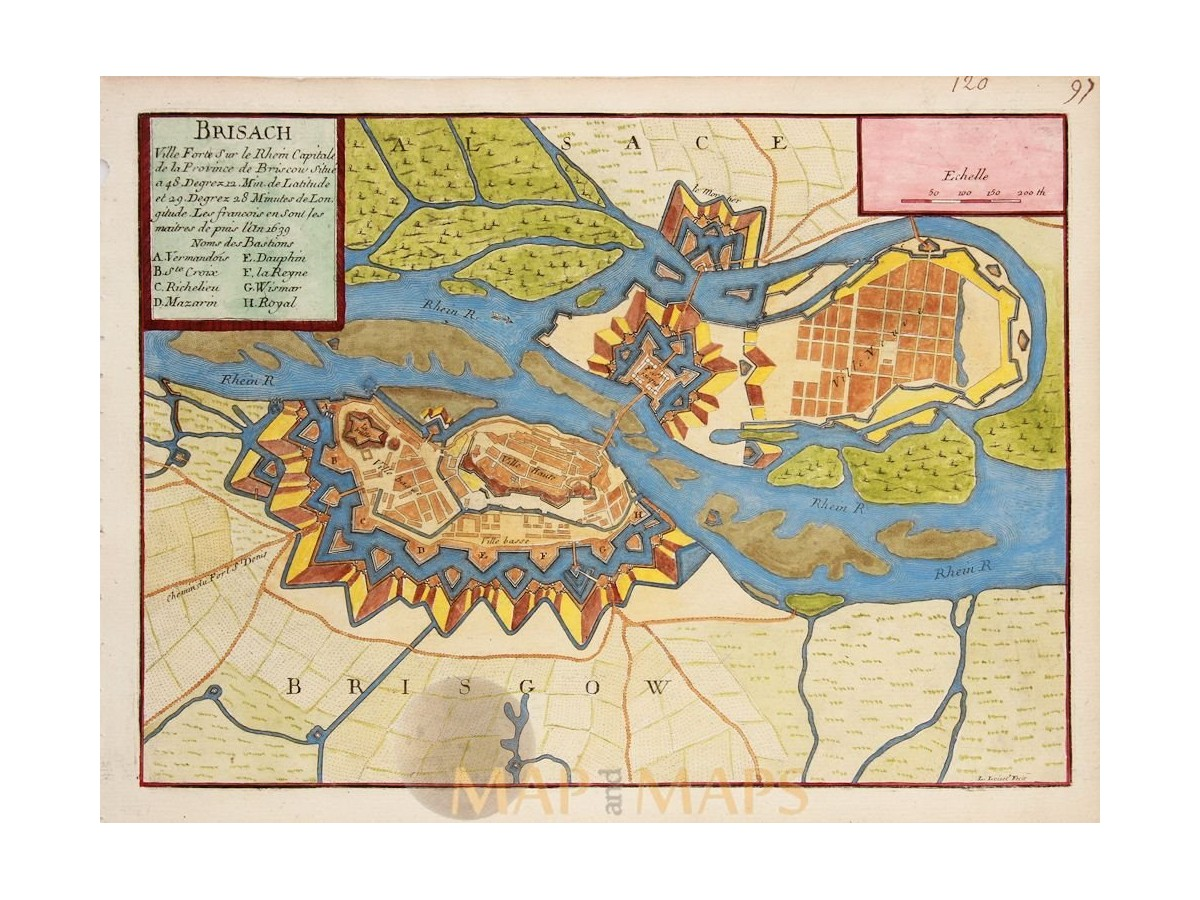
Saint-Louis de Brisach, en haut à droite

Plan : hexagonal 
Travaux : Entre 1671 et 1682.

### Neuf-Brisach
Neuf-Brisach est construite pour remplacer la place forte de Brisach, perdue après le traité de Ryswick (1697).
- Plan : octogonal

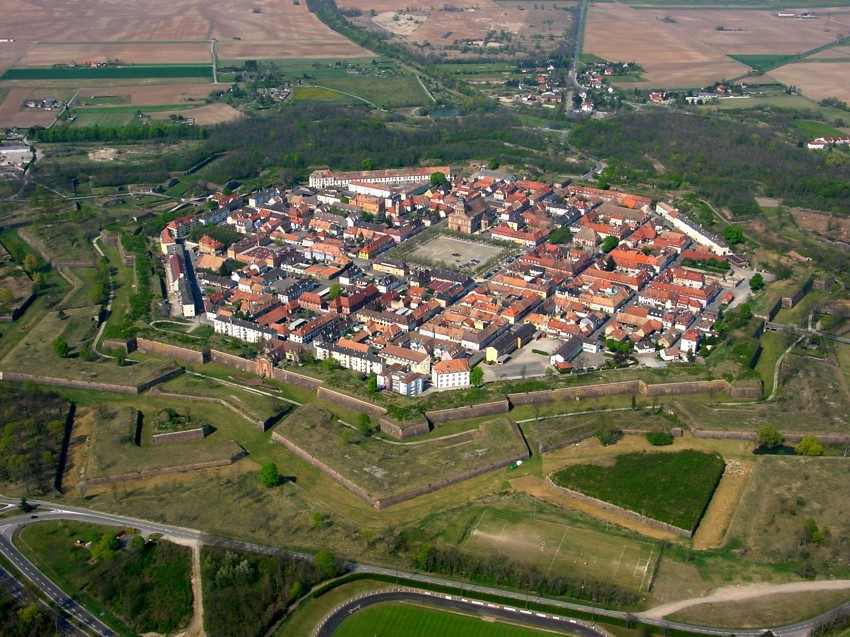
Neuf-Brisach vue aérienne

- Travaux : fortifications 1699 à 1702, ville neuve « au fil du temps »

Patrimoine mondial de l'UNESCO.

## Devenir des villes nouvelles
La plupart de ces villes trouveront difficilement leur équilibre démographique et économique. Deux d'entre-elles (Mont-Royal et Saint-Louis de Brisach) seront rasées à la suite des décisions des traités de paix, et la Sarre, avec Sarrelouis, retournera à l'Allemagne.
Mont-Dauphin et Neuf-Brisach sont toujours enfermées dans leurs enceintes de même que les cœurs de ville de Mont-Louis et Longwy ; Huningue a été démantelée en 1815, et Fort-Louis a conservé sa structure originelle au centre des vestiges de ses fortifications.
Quatre villes font partie des sites majeurs de Vauban inscrits en 2008 au patrimoine de l'humanité : Longwy (ville neuve), Mont-Dauphin (place forte), Mont-Louis (citadelle et enceinte) et Neuf-Brisach (ville neuve).

## Sources